# Graham Faulkner
Graham Faulkner (Londra, 26 settembre 1947) è un attore inglese.

## Biografia
La sua prima, e più importante, interpretazione è stata quella di Francesco d'Assisi nel film Fratello sole, sorella luna (1972) di Franco Zeffirelli.
Dopo questa prima esperienza ha interpretato piccole parti, per poche produzioni cinematografiche e televisive, fino al 1984, quando si è ritirato dalla professione per cercare un impiego stabile, che ha trovato in una banca privata inglese.

## Filmografia
- Fratello sole, sorella luna, regia di Franco Zeffirelli (1972)
- Notorious Woman – serie TV (1974)
- Angels – serie TV, episodio: Saturday Night (1975)
- Dickens of London (1976)
- Priest of Love (1981)
- The Cleopatras – serie TV (1983)
- Shroud for a Nightingale – serie TV (1984)